# WTA Monte Carlo 1976
Il WTA Monte Carlo 1976 è stato un torneo di tennis giocato sulla terra rossa. È stata la 2ª edizione del torneo, che fa parte dei Tornei di tennis femminili indipendenti nel 1976. Si è giocato a Monte Carlo dall'11 al 17 aprile 1976.

## Campionesse

### Singolare
Helga Masthoff ha battuto in finale  Fiorella Bonicelli con il punteggio di 6–4, 6–2

### Doppio
Katja Ebbinghaus /  Helga Masthoff hanno battuto in finale  Rosie Darmon /  Gail Sherriff con il punteggio di 6–3, 7–5